# Carl Langenbuch
Carl Johann August Langenbuch (Kiel, 20 agosto 1846 – Berlino, 9 giugno 1901) è stato un chirurgo tedesco.
Studiò medicina presso l'Università di Kiel e successivamente servì come chirurgo militare nel corso della guerra franco-prussiana. A partire dal 1871 lavorò come assistente di Robert Friedrich Wilms presso l'ospedale Bethanien di Berlino, e dal 1873 al 1901 ricoprì il ruolo di capo medico del dipartimento di chirurgia dell'ospedale Lazarus. Morì nel 1901 per peritonite causata dalla rottura dell'appendice vermiforme.
Il 15 luglio 1882 eseguì la prima colecistectomia riuscita, quando rimosse chirurgicamente la cistifellea in un paziente di 43 anni.